# Achelia adelpha
Achelia adelpha is een zeespin uit de familie Ammotheidae. Het dier komt uit het geslacht Achelia. Achelia adelpha werd in 1970 voor het eerst wetenschappelijk beschreven door Child. 